# Чакбеј (Луизијана)
Чакбеј (енгл. Chackbay) насељено је место без административног статуса у америчкој савезној држави Луизијана.

## Демографија
По попису из 2010. године број становника је 5.177, што је 1.159 (28,8%) становника више него 2000. године.
| Група             | 2000.         | 2010.         |
| Белци             | 3.773 (93,9%) | 4.792 (92,6%) |
| Афроамериканци    | 160 (4,0%)    | 229 (4,4%)    |
| Азијати           | 11 (0,3%)     | 15 (0,3%)     |
| Хиспаноамериканци | 30 (0,7%)     | 58 (1,1%)     |
| Укупно            | 4.018         | 5.177         |